# Мармара (архіпелаг)

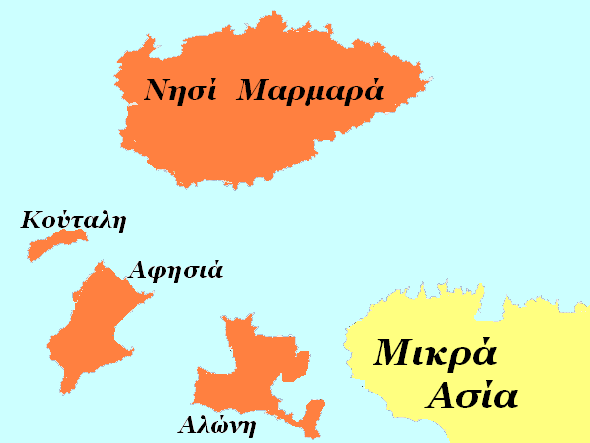
Основні Мармурові острови (Νησί Μαρμαρά - Острів Мармара, Αφησιά - Авша, Κούταλη - Екінлік, Αλώνη - Пашалімани)

Мармурові острови (тур. Marmara Adaları, грец. Νησιά του Μαρμαρά) — група островів у Мармуровому морі біля берегів Туреччини, також відомі як Південні Мармурові острови (тур. Güney Marmara Adaları). Адміністративно острови відносяться до провінції (іл) Баликесір, деякі до округи Мармара, інші Ердек. Поряд з архіпелагом Мармара знаходиться великий півострів Капидаг (тур. Kapıdağ Yarımadası), що разом з Пашалімани є округою Ердек.
До складу архіпелагу входять такі острови:
- Авша
  - Екін скеля (Фенер, скеля Рон)
  - Марти

- Екінлік

- Ердек
  - Тавшан
  - Зейтінлі

- Капидаг
  - Марти скеля
  - Акджа

- Коюн
  - Хаджі (Бернал)
    - Соган
    - Хасир

  - Мамали

- Мармара
  - Анаташ
  - Ешек
  - Фенер
  - Каяіноню
  - Хаїрсиз

- Пашалімани
  - Єр (Панайя)
  - Пала (Куш)
  - Хизирреїс (Мехмет-Аслан, Сен-Ніколас)
  - Паламут
  - Котюрюм

- Еюп-Аслан
- Казім-Аслан

З усіх островів населеними є лише 4: Мармара, Пашалімани, Авша та Екінлік.
| Туреччина | Це незавершена стаття з географії Туреччини. Ви можете допомогти проєкту, виправивши або дописавши її. |